# Adolphe Franck

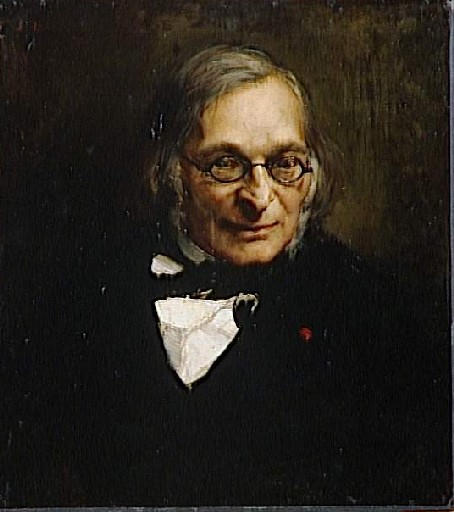
Adolphe Franck (1878)

Adolphe Franck (* 9. Oktober 1809 in Liocourt, Département Moselle; † 11. April 1893 in Paris) war ein französischer Jurist und Philosoph.
Adolphe Franck, ein Sohn jüdischer Eltern, studierte in Nancy und Toulouse. Er kam 1840 als Professor der Philosophie an das Collège Charlemagne nach Paris und wurde 1844 Mitglied des Instituts und Professor der klassischen Sprachen am Collège de France. Nach einem Besuch 1843 in Italien begann er sein Hauptwerk, das Dictionnaire des Sciences Philosophiques (1843–49, 6 Bde.; 2. Aufl. in 1 Bd. 1875), für das er selbst zahlreiche und wichtige Artikel schrieb. Franck erhielt 1852 den Lehrstuhl für Natur- und für Völkerrecht am Collège de France. Ab 1850 war er als Mitglied der obersten Erziehungsbehörde tätig. Franck gründete die Ligue Nationale contre l’Athéisme.
1873 wurde er als assoziiertes Mitglied in die Académie royale des Sciences, des Lettres et des Beaux-Arts de Belgique aufgenommen.

## Werke
- Esquisses d'une histoire de la logique (1838);
- La kabbale ou La philosophie religieuse des Hébreux (1843; deutsch: Die Kabbala oder die Religionsphilosophie der Hebräer, übertragen von Adolf Jellinek, Leipzig 1844), Reprint Amsterdam 1990.
- Le communisme jugé par l’histoire depuis son origine jusqu’en 1871 (1849, 3. Aufl. 1871);
- Études orientales (1861, eine Polemik gegen den Pantheismus);
- Réformateurs et publicistes de l’Europe dixseptième siècle.
- Réformateurs et publicistes de l'Europe: moyen âge, renaissance (1863);
- Philosophie du droit pénal (1864, 2. Aufl. 1880);
- Philosophie du droit ecclésiastique (1864);
- La philosophie mystique en France à la fin du XVIIIe siècle: Saint Martin et son maître Martinez Pasqualis (1866);
- Philosophie et religion (1867, 2. Aufl. 1869);
- Morale pour tous (6. Aufl. 1883);
- Moralistes et philosophes (1871, 2. Aufl. 1874):
- Éléments de morale (7. Aufl. 1881);
- Philosophes modernes étrangers et français (1879);
- Réformateurs et publicistes de l'Europe 18. siècle (1881);
- Essais de critique philosophique. (1885);
- Des rapports de la religion et de l'état. (1885);
- Philosophie du droit civil (1886);
- Nouvelles études orientales. (1896);
- Esquisse d'une Histoire de la logique précédée d'une analyse étendue de l'Organum d'Aristote. (1898).

Überdies war Franck Herausgeber des Dictionnaire des sciences philosophiques (1843–49, 6 Bde.; 2. Aufl. in 1 Bd. 1875), für das er selbst zahlreiche und wichtige Artikel schrieb.